# 兒童疼痛管理
兒童疼痛管理（英語：Pain management in children）指的是針對嬰兒以及兒童的疼痛，做評估，以及治療，也就是對這個年輕群組的人做疼痛管理。

## 疼痛類型

### 急性疼痛
急性疼痛通常會有明顯的原因，預計會持續幾天或是幾週。處理方式是透過藥物方式，以及非藥物方式來舒緩疼痛。急性疼痛的症狀，需要評估、治療、以及預防。當孩子感到疼痛，所產生的生理後果可能會對治愈和康復產生妨礙。疼痛無法緩解時會導致急促而淺的呼吸，導致鹼中毒（呼吸性鹼中毒和低血氧症）。這種急促而淺的呼吸方式會引起肺部積水，喪失咳嗽能力。疼痛會導致血壓和心率升高，增加心臟的壓力。疼痛還會讓身體增加釋放抗發炎類固醇，人體抵抗感染的能力因而降低，增加代謝的速度，而影響到癒合。急性疼痛的另一不良後果是交感神經功能增強，讓人無法排尿。疼痛還會減緩消化道的作用。
兒童疼痛管理不足會有心理社會的後果，包括對食物缺乏興趣、冷漠、有睡眠問題、焦慮、避免談及健康方面的事、恐懼、絕望、和無助。另外的後果包括住院時間延長、再入院率高、和康復時間拉長。
疼痛無法舒緩的的不利後果，舉例如下：
- 做新生兒扎足根血（英语：Neonatal heel prick）次數高於於平均水準的嬰兒，認知和運動功能可能會有較差的表現。
- 碰到打針會高度不適的兒童，會讓日後治療更不容易。
- 經歷過侵入性治療的兒童，常會出現創傷後壓力症候群。
- 經歷過未做麻醉而進行割禮的男孩，比未做過割禮的男孩有更大的焦慮； [5]
- 兒童時期曾有劇烈疼痛經驗者，到成年時會有增多報導疼痛的情況。[6]

### 神經性疼痛
周圍神經性疼痛，與神經損傷，或對觸摸或接觸有異常敏感有關聯。兒童的神經性疼痛與成人相比，雖然相對少見，但人們對這種情況的認識已提高不少。發生這類疼痛的原因可能包括如：過去的手術和截肢、“自體免疫性疾病、神經退化障礙”、還有脊髓損傷。
症狀包括刺痛、突發性劇痛、針扎般疼痛、或是灼痛感覺。疼痛或是間歇性，也可能是持續性，並且常在晚上加劇。
神經性疼痛或是是周圍性，或是中樞性。周圍神經性疼痛是指周圍神經系統產生的疼痛，而中樞神經性疼痛是指中樞神經系統產生的疼痛。
雖然如加巴噴丁和普瑞巴林的抗痙劑並未得到美國食品藥品監督管理局（FDA）的核准可用於治療兒童疼痛，但已經用於治療這個群組的嚴重神經性疼痛（SNI）。其他被運用到的還有5-羥色胺和去甲腎上腺素再攝取抑制劑（SNRIs）。目前對這些藥品用在兒童身上的研究仍然有限（僅限於針對罹患抑鬱者），但有證明SNRI（例如文拉法辛）是有效果。

### 癌痛
兒童的癌痛可能由癌症本身造成，或者是由治療的副作用所引起。腫瘤引起疼痛的方式有兩種-透過施加在器官上的物理壓力，或是透過阻斷正常的身體功能而引起。治療手段諸如手術和注射之類，也可能造成患者明顯的疼痛。如果不對疼痛予以治療，它會抑制免疫系統、干擾睡眠、並增加罹患抑鬱的機會。許多不同的衛生專業人員負責處理這類孩子的疼痛，他們被稱為患者的安寧緩和醫療小組，成員有腫瘤科醫師、麻醉科醫師、神經內科醫師、外科醫師、精神科醫師、和藥劑師。醫院還可聘請專門從事音樂或藝術療法的人員，也聘請有有針灸、生物反饋、按摩療法、和催眠療法的人員。
針對兒童的癌痛治療，會根據他們的年齡、治療法、和副作用而量身定做。目的是充分對疼痛的背景做控制，並把加劇疼痛的可能性降到最低。諸如非類固醇抗發炎藥（NSAID）、對乙酰氨基酚、或鴉片類藥物的藥物通常會被用來控制疼痛。此外，非藥物療法也被用來控制孩子的疼痛，包括分散孩子的注意力、按摩、針灸、熱敷/冷敷療法、運動、還有優質的睡眠。

### 慢性疼痛
兒童的慢性疼痛無法根治，會影響日常生活活動，並可能導致長久的失學時間。慢性疼痛可能由疾病或受傷發展而來，並可能與急性疼痛同時發生。患有慢性疼痛的兒童可能會在心理上受到影響。照護罹患疼痛的兒童可能會讓照護者（通常為家人）也感受沮喪，照護者因為支付醫療衛生費用，或是無法工作而損失薪資，他們可能因為照顧這些兒童患者而無法出門。

## 診斷

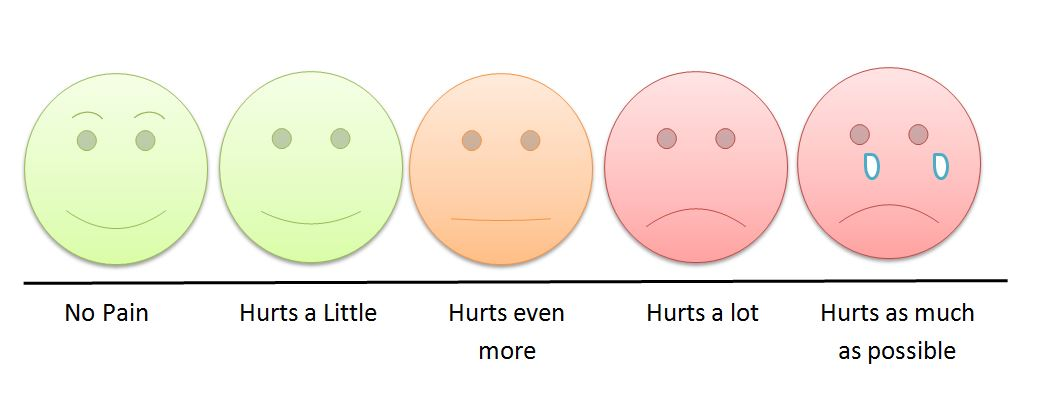
兒童疼痛評估量表示例 。

對兒童疼痛的評估取決於兒童的配合與他們的發育階段。一些孩子無法在評估方面幫得上忙，因為他們在認知、情感、或身體上還不夠成熟。以下各節按不同年齡階段，把兒童的不適體徵和疼痛列出：

### 嬰兒
- 無法區分刺激與疼痛
- 表達對疼痛的反應
- 痛苦表情
  - 緊閉雙眼[14]
  - 嘴巴張開，類似正方形，而非橢圓形或圓形
  - 兩邊眉毛降低，緊靠在一起
- 身體僵直
- 劇烈扭動
- 大聲哭啼[13]
- 縱然在睡著時，心率也會增加

### 較大嬰兒
- 刻意避開痛苦，並設法取得保護
- 大聲哭啼
- 展現痛苦表情[13]

### 幼兒
幼兒表達痛苦以及可能疼痛的跡象，方式如下列：
- 口頭表達
- 扭動四肢
- 大聲哭啼
- 尖叫
- 不合作
- 自己用手碰觸被認為是疼痛所在
- 會預期產生疼痛的過程或事件
- 要求撫慰
- 緊貼住一位被認為具有保護能力的人[13]

### 學齡兒童
學齡兒童表達困擾以及可能疼痛跡象，方式如下列：
- 預期會有疼痛，但預期強度並不那麼密集（已有時間概念，可分辨即將而來的痛苦與未來的痛苦）
- 用支吾的語言，試圖表達預期疼痛的情況
- 肌肉緊繃[13]

### 青少年
青少年表達痛苦以及可能疼痛跡象，方式如下列：
- 肌肉緊繃，但仍能控制
- 可使用語言表達，以及描述[13]

### 疼痛評估量化
疼痛感覺是主觀的事，並且發生的強度可為持續變化形式，但有些評估工具可資利用，把在一段時間內發生的疼痛程度作比較。這類評估把疼痛階段量表列出，採用其中訊息提問，兒童需要達到足夠的發育水準，才有能力回答。[把疼痛量化的方式並不一定需用口頭表達。

### 疼痛階段
疼痛階段量表被用來衡量患者的疼痛強度，以及別的特徵。這種量表可透過觀察（患者行為）、或是患者生理數據、以及患者自我報告以收集資料。自我報告被認為是其中最主要者，應盡可能取得。疼痛衡量有助於確定嚴重程度、類型、和持續的期間。量表還用於診斷、確定採用的治療計劃、和評估治療效果。這種量表適用於新生兒、嬰兒、兒童、青少年、成人、老年人，也包括具有溝通障礙的人。疼痛評估通常被認為是對人的“第五生命徵象”做評估。
|        | 自我報告 | 觀察方式                                                                               | 心理需求 |
| ------ | --- | -------------------------------------------------------------------------------------- | -------- |
| 嬰兒   | — | 早產兒疼痛量表; 新生兒/嬰兒疼痛疼痛階段量表                                            | —        |
| 兒童   | Wong-Baker臉部表情疼痛階段量表 – 修訂版; Coloured Analogue Scale                                                                                                | FLACC疼痛階段量表 (Face Legs Arms Cry Consolability Scale); CHEO疼痛階段量表（CHEOPS） | 撫慰     |
| 青少年 | 目視類比疼痛階段量表 (VAS); 口述數字疼痛量表（Verbal Numerical Rating Scale (VNRS)）; 描述式疼痛量表（Verbal Descriptor Scale (VDS)）; 行為感覺經驗疼痛階段量表 | —                                                                                      | —        |

## 肇因
造成兒童疼痛的原因與成人類似。
疼痛發生的方式有多種，並取決於兒童下述的原因：
- 先前的疼痛發作或是治療
- 年齡和發育階段
- 疾病，或是外傷類型
- 患者本身性格
- 文化
- 社會經濟狀況
- 家庭成員是否在場，以及家庭成員間互動關係。[[13]

### 治療期間
臨床醫生通常是在三級轉診醫院為兒童患者提供監控和治療。控制疼痛方式包含有藥物及非藥物的療法。父母或照護者會被要求提供他們對於疼痛的評估。在開始做藥物治療時，醫生會對兒童在藥物的不良反應做監控。醫生也會監測某些用藥的水準，確保兒童不會用藥過量，而且不會達到藥物中毒的程度，監控也顯示患者血液中是否有足夠的藥物以有效控制疼痛。同年兒童之間對於藥物的代謝方式不同。發生影響的因素有孩子的身高、體重、和體表面積，以及患者是否有其他疾病。
有些藥物可能會產生逆向反應（藥物作用與預期相反）。臨床醫生會對此，以及對其他任何反應做監測。

### 治療之後
針對兒童的術後治療，主要是開立鴉片類藥物處方。嗎啡屬於有效且相對安全的藥物，通常用於控制中度至重度疼痛。因為個體間的遺傳差異而有新陳代謝差異，對於特別是在12歲以下的兒童，應避免使用可待因和曲馬多，以曲馬多為例，這種藥物在兒童使用上尚未有充分的研究。但有些非鴉片類鎮痛藥的藥物，如對乙酰氨基酚和布洛芬就適合用於兒童術後治療。布洛芬具有抗發炎特性，與對乙酰氨基酚不同，可用於治療發炎性疼痛。由於阿司匹林與雷氏症候群有關聯，因此未在小兒科患者中使用。

## 管理

### 無創式做法
由於兒童對資訊的處理方式與成年人不同，因此兒童治療中心經常採用無創式處理來減輕患者的焦慮和壓力。例如：
- 在進行疼痛治療時，允許父母或照護者在場
- 使用治療室為兒童進行治療時，確保兒童在此不致與疼痛產生聯想
- 建立如游戲室的“無痛區域”，在此一定不會進行療程
- 允許兒童對於療程有一定的控制權
- 依據玩偶和玩具建模，建立療程
- 採用適合患者年齡的解剖學術語，以及其他詞彙。[[13]

### 非藥理學治療
根據不同的疼痛來源，有許多非藥理學的選項可資利用。而且可根據孩子的年齡採用不同，但較合適的做法。
對不超過12個月大的嬰兒，在做免疫接種或舒緩疼痛的過程中，可採用的非藥理方法有：
- 運用糖水：讓患者利用奶嘴吸食，或小量餵食患者[26]。
- 在注射時，和注射後給予嬰兒安撫[27]
- 在處理疼痛療程中，以母乳哺育方式，比用安慰劑或懷抱方式更能有效控制疼痛。母乳和“糖水”的作用相似，但對早產兒的效果仍需做更多研究。[28][29]
- 一般認為袋鼠式護理（英语：Kangaroo care）（父母與嬰兒作皮膚對皮膚的直接性接觸）可有效控制療程中的疼痛。[30]
- 輕輕搖動嬰兒[31]
- 襁褓（英语：Swaddling） [31]
- 吸奶嘴（Non-nutritive sucking）[31][32]

對於年齡較大的兒童，可採用的非藥理學治療方法有：
- 利用圖片或其他視覺輔助，為患者仔細解釋療程步驟
- 讓兒童自己選擇注射部位。[27]
- 給予患者胸對胸式的擁抱[27]
- 允許兒童對醫護人員提問
- 讓患者參觀將要執行療程的地點
- 讓小孩與臨床醫生一起遊戲，醫生透過洋娃娃或其他玩具，讓兒童了解療程
- 讓年齡較大的孩子觀看解釋療程操作的視頻
- 利用歌曲、故事、玩具、色彩、視頻、電視節目、或是音樂來分散兒童的注意力
- 利用如深呼吸或按摩的放鬆技巧來舒緩情緒[33]

對於兒童接受靜脈穿刺（通常為施藥或是抽血）所引起的疼痛，可用的非藥物學治療方式有催眠和分散注意力。這些治療方式可減輕自我報告的疼痛，當與心理治療方式的認知行為療法（CBT）結合使用時，減輕疼痛的效果更大。
對於罹患慢性疼痛的兒童和青少年，利用行為治療、放鬆訓練、認知行為療法、和針灸，已被證明對某些患者有效。2017年的考科蘭評論發現一些證據，顯示認知行為療法和和催眠治療可把復發性腹痛減輕，但效果期間不長。
對於超過1歲的兒童，沒強有力的證據顯示吸允，或是食用甜味飲料有鎮痛的效果。

### 藥物治療
兒童的急性疼痛、慢性疼痛、神經性疼痛、和復發性疼痛通常是利用藥物治療。這些藥物大多數是鎮痛藥，包括對乙酰氨基酚、NSAID、局部麻醉藥、鴉片類藥物、和神經性疼痛藥物。為患者做局部麻醉也有效，在需要的情況下即可採用。給新生兒和幼兒施用鴉片類藥物時要謹慎。由於這類藥物會讓患者呼吸反應下降，有較高的呼吸暫停和換氣不足的風險。關於術後，或手術完成或手術期間使用注射式克多炎（一種NSAID）相關的療效和不良反應，由於證據的數量以及品質不足，尚難確定。對於從手術中恢復的兒童，在採取全天候控制，或是有需要才控制，由於臨床實驗結果尚未理清，尚未確定何者較有效。

### 慢性疼痛治療
慢性疼痛可利用多種藥物和非藥物干預方式作治療。世界衛生組織（WHO）建議根據兒童的疼痛程度採用兩步驟的治療方式。第一步驟為針對輕度疼痛的治療，而第二步驟則針對中度至重度疼痛。鴉片類藥物，例如嗎啡，是用來治療患有中度至重度疼痛的藥物。使用鴉片類藥物的副作用包括認知缺陷、藥物依賴、情緒變化、和內分泌系統發育障礙。
美國兒科學會指出，有強有力證據支持心理干預措施，如放鬆和認知行為療法，對疼痛管理有幫助。

### 急性疼痛治療
治療急性疼痛時，應把疼痛的嚴重程度列入考慮。非鴉片類鎮痛藥，例如撲熱息痛（即對乙酰氨基酚）和NSAID，可個別用來治療輕度疼痛。對於中度至重度疼痛，最好同時使用幾種藥物，包括鴉片類藥物和NSAID。

#### 術後疼痛
一個包含有美國疼痛學會和美國局部麻醉和疼痛醫學學會（American Society of Regional Anesthesia and Pain Medicine）小組建議採用多模式的鎮痛方式，小組將這種定義為結合藥物和非藥物技術來治療術後疼痛的方式。這種做法的明顯優勢是，把非阿片類鎮痛藥加入使用，可把鴉片類藥物用量減少，而把使用鴉片類藥物相關副作用的風險降低。 給藥方式可視患者的需求，僅在有需要時提供，也可全天候提供。對於兒童，如果選擇非腸道給藥時，可使用患者自控靜脈注輸鎮痛（IV-PCA）方式。IV-PCA與定期肌肉注射方式比較，能維持穩定的鴉片類藥物的水準。此外，研究也顯示年齡在6歲的兒童也會正確使用IV-PCA。

#### 牙痛
對於預計牙科手術後的36至48小時內發生的中度至重度疼痛，可定期使用鎮痛藥。由於NSAID擁有抗炎成分，比其他鎮痛藥更適合用於治療牙科術後急性輕度至中度疼痛。NSAID和對乙酰氨基酚在治療期間交互使用是另一種選擇。此外，前述兩種藥物在治療包括骨骼疼痛（包括牙痛）時，被認為與鴉片類藥物等效，或是效果更好。

### 癌痛
對於兒童的癌痛，處理方式有所不同。癌痛可能由癌症所產生，也可能是治療過程中所產生，由於通常兒童不易表達疼痛的程度，對於兒童的癌痛管理，最好是由一個小組來執行診斷，還有提供治療的建議。
用於治療癌痛的藥物有NSAID和鴉片類藥物。

#### NSAIDs
使用NSAID：
- 用作鎮痛藥和消炎藥。
- 形式有口服片劑，或是液體狀兩種。
- 用於控制疼痛時，建議使用最低劑量，和使用最短的治療時間。
- NSAID不適用於年紀小於3個月以下的嬰兒。
- NSAID的一般不良反應有：
  - 對腎臟有不良影響
  - 對肝臟有不良影響
  - 消化道問題（噁心（反胃）、腹瀉、便秘、放屁）
  - 消化不良
  - 發疹
  - 頭暈
  - 腹痛
- 用藥禁忌：
  - 過敏反應
  - 心臟損害
  - 雷伊氏症候群
  - 血液凝結缺陷
- 布洛芬按每6-8小時（根據患者體重）每公斤服用5-10公克（最大劑量1,200公克/天）

#### 鴉片類藥物
鴉片類藥物：
- 根據兒童的體重使用劑量。
- 給藥方式有口服、腸胃外、口腔給藥（英语：buccal administration）、經皮、鼻腔、或直腸給藥（英语：rectal administration）。
- 建議從低劑量開始，透過藥物滴定（英语：drug titratation）方式，達到有效劑量為止。
- 鴉片類藥物一般不良反應：
  - 便秘
  - 蕁麻疹
  - 噁心
  - 嘔吐
  - 癢
  - 換氣不足（呼吸抑制）

從1990年到2010年期間，這些鎮痛藥的處方開立頻率增加一倍以上，服用的青少年患者中有20-50％會抱怨有頭痛、背痛、或關節痛的問題。
在為青少年或年輕人開立鴉片類藥物處方之前，應先對他們物質濫用的危險因素做篩檢。美國目前有37州已建立處方藥監測計劃（PDM），另有11州正制定計劃中。
兒童使用鴉片類藥物，會產生幾種併發症，包括呼吸抑制，以及日後無意的過量服用，還有此類物質濫用的風險。改用NSAID（例如布洛芬）和撲熱息痛，可把這類風險降低。使用NSAID和撲熱息痛可減少鴉片類藥物的使用，從而減少在諸如圍手術期做疼痛處理時使用到鴉片類藥物。鴉片類藥物對兒童的療效和安全性尚未確定。
2014年“考克蘭評論”對於兒童採用納布啡做術後疼痛治療，發現在功效以及不良事件方面並未收集到足夠的證據；而建議需在這領域做進一步研究。
鴉片類藥物的其他副作用是便秘、疲勞、和失去方向感。兒童可能會產生藥物耐受性，之後需要更大劑量才能產生相同的效果。兒童比成人會更早發展出藥物耐受性，特別是長時間使用更會如此。對鴉片類藥物的耐受性增強後，需要使用更大的劑量才能達到相同的鎮痛效果。

### 對臨終兒童和青少年的治療
對於患有如癌症之類絕症的兒童，無論是支持或是反駁某些特定的治療方法的證據都過於薄弱。

## 社會和文化
對於發生在兒童身上的適應症是否需要治療，因為評估不良，而且通常會傾向治療不足的緣故，而不易決定。
| 不正確                                   | 正確                                                                            | 參考   |
| ---------------------------------------- | ------------------------------------------------------------------------------- | ------ |
| 嬰兒不像成人會感覺疼痛                   | 神經通路生來即有，只是嬰兒的並未成熟 新生兒會因身體受到刺激而分泌感受壓力的激素 | [ 57 ] |
| 嬰兒的神經纖維未包覆髓磷脂，無法感到疼痛 | 無需成熟的髓磷脂也能把疼痛感覺的神經衝動傳達到大腦                              | [ 57 ] |
| 小孩不能指出疼痛的所在                   | 小孩可用認知能力根據圖表指出自己的疼痛在身體何處                                | [ 57 ] |
| 小孩能睡著，就不會感覺疼痛               | 睡眠是因為疲憊的結果                                                            | [ 58 ] |

## 研究
有人建議在某些疼痛過程中，使用虛擬現實裝置作為非藥理學選擇，來分散孩子的注意力，但仍需進一步研究，以確定這種方法是否有效，並確定是否有任何不良影響。許多常用鎮痛藥（如撲熱息痛），目前已有很好的研究結果，證明在成人身上使用有效，但其對於兒童和青少年的有效性、潛在副作用、或是不良反應，則尚未有很好的研究。

## 書目
- Henry N. . Stilwell, KS: Assessment Technologies Institute. 2016. ISBN 9781565335714.
- Roberts M. . New York: The Guilford Press. 2017. ISBN 9781462529780.
- Twycross A. . Hoboken: Wiley Blackwell. 2014. ISBN 9780470670545.

## 外部連結
- Wong-Baker Faces Foundation （页面存档备份，存于）
- International Children's Palliative Care Network （页面存档备份，存于）
- "Palliative Care factsheet" （页面存档备份，存于） from WHO
- "WHO guidelines on persisting pain in children" （页面存档备份，存于）